# Cinderella Man
Cinderella Man är en amerikansk långfilm från 2005 i regi av Ron Howard.

## Handling
Jim Braddock är en lovande lätt tungviktsboxare men efter att ha slagits dåligt under flera matcher, på grund av en bruten hand, tvingas han sluta. Under den stora depressionen i början av 1930-talet tvingas Braddock försörja familjen med lågbetalda jobb men drömmer om att kunna boxas igen. Genom en tillfällighet får han chansen att gå upp i ringen igen - men i en match mot världens näst bäste där Braddock bara ska vara en slagpåse. Braddock överraskar alla genom att vinna i tredje ronden och hans karriär kan börja igen.

## Skådespelare (urval)
- Russell Crowe - James J Braddock
- Renée Zellweger - Mae
- Paul Giamatti - Joe Gould
- Craig Bierko - Max Baer

## Nomineringar
| År   | Pris   | Resultat             | Kategori                             | Person                      |
| ---- | ------ | -------------------- | ------------------------------------ | --------------------------- |
| 2006 | Oscars | Nominerad            | Bästa klippning                      | Daniel P. Hanley, Mike Hill |
| 2006 | Oscars | Bästa smink          | David LeRoy Anderson, Lance Anderson |                             |
| 2006 | Oscars | Bästa manliga biroll | Paul Giamatti                        |                             |